# Funimation
Funimation Global Group, LLC (anciennement connu sous le nom de FUNimation Productions puis de FUNimation Entertainment) est une compagnie de divertissements américaine basée à Flower Mound (Texas) qui produit, commercialise et distribue des anime et autres types de divertissement aux États-Unis et dans les marchés internationaux.
Originellement fondée en 1994 par Gen Fukunaga (en), la compagnie devient une filiale de Navarre Corporation (en) le 11 mai 2005 puis placée en vente après une annonce faite en mai 2010. Avec son acquisition en 2017 par le conglomérat japonais Sony via Sony Pictures Television,, elle est devenue une coentreprise détenue par Sony Pictures Entertainment et Aniplex, filiale de Sony Music Entertainment Japan, depuis 2020.

## Histoire
La société a été fondée le 9 mai 1994 par l'homme d'affaires Gen Fukunaga (en). L'oncle de Fukunaga, Nagafumi Hori fut un producteur pour Toei Company (ayant travaillé sur Bioman et Kamen Rider Black par exemple) ; il suggère à Gen un moyen d'amener des anime en Amérique du Nord. Si Fukunaga lançait sa propre société de production et collectait assez d'argent, Toei Animation lui accorderait les droits de la franchise Dragon Ball aux États-Unis. Fukunaga fait la rencontre de Daniel Cocanougher dont la famille était propriétaire d'une usine à Decatur, au Texas, et convainc la famille de ce dernier à investir dans sa société,. La société est originellement installée à la Silicon Valley sous le nom de FUNimation Productions en 1994, mais le relocalise finalement à Flower Mound, puis près de North Richland Hills,.
Funimation a d'abord collaboré avec d'autres sociétés sur Dragon Ball, telles que BLT Productions, Ocean Studios (en), Pioneer et Saban Entertainment,. En 1998, après deux échecs dans sa tentative d'amener la franchise Dragon Ball à l'audience américaine, il parvient à trouver le succès dans l'émission axée action-aventure intitulée Toonami diffusée sur la chaîne télévisée Cartoon Network, et le phénomène Dragon Ball s'accroît rapidement aux États-Unis,. Cela a conduit Funimation à racheter la licence de nombreux autres anime aux États-Unis,,.
À partir de septembre 2003, Funimation, en collaboration avec la société britannique Maverick, a distribué des titres du canadien Nelvana, notamment Redwall, Pecola, Tales from the Cryptkeeper, Timothy Goes to School et l'émission spéciale de Disney Channel The Santa Claus Brothers.

### Achat par Navarre Corporation
Le 11 mai 2005, Funimation est racheté par Navarre Corporation (en) pour 100,4 millions $ en liquide, et 1,8 million $ d'actions de Navarre. Dans le cadre de l'acquisition, Gen Fukunaga reste tout de même à la tête de la société, en transition vers le poste de CEO, et la société passe du nom de FUNimation Productions à FUNimation Entertainment,.
En partenariat avec Sabella Dern Entertainment (en), Funimation a lancé en mars 2003 sa branche Funimation Films pour la sortie de films dans les salles de cinéma américain dont les premiers titres sont Dragon Ball Z: Fusion Reborn et Dragon Ball Z: The Return of Cooler,.
En 2007, Funimation déménage de North Richland Hills (Texas) à Flower Mound dans le Lakeside Business District avec un bail de dix ans,.

### Acquisition de licences Geneon et ADV et streaming en ligne
Selon une entrevue effectuée en février 2008 avec le CEO de Navarre Corporation, Cary Deacon, Funimation était en phase de négociation pour acquérir certains des titres détenus par la division américaine de Geneon, qui a cessé ses activités en décembre 2007. En juillet 2008, Funimation a confirmé qu'elle avait acquis les droits de distribution de nombreux titres de Geneon, dont certains avait été laissés inachevés lorsque la société avait cessé ses activités.
Lors de l'Anime Expo de 2008, Funimation a annoncé le rachat de plus de 30 titres du catalogue Sojitz dont les licences étaient précédemment détenues par ADV Films.
En 2009, Funimation a signé un accord avec Toei Animation pour diffuser en streaming plusieurs de ses titres d'anime via le site web de Funimation.

### En tant qu'entreprise indépendante
Le 27 mai 2010, Navarre Corporation a annoncé qu'elle avait commencé à négocier une vente potentielle de Funimation. Il a également été annoncé que si la vente avait lieu, Funimation serait reclassée dans la catégorie « budget réduit » à partir du premier trimestre de 2011. Le 16 septembre 2010, Navarre a annoncé que six acheteurs potentiels souhaitaient acquérir Funimation.
Au premier trimestre de 2011, Navarre a reclassé Funimation dans la catégorie « budget réduit ». Le 4 avril 2011, Navarre a publié une déclaration annonçant que Funimation avait été vendue à un groupe d'investisseurs, dont le propriétaire d'origine Gen Fukunaga, pour 24 millions de dollars. Navarre est restée en tant que distributeur exclusif des titres de Funimation jusqu'en 2013, date de la fermeture de l'entreprise.
Le 14 octobre 2011, Funimation annonce un partenariat permanent avec Niconico, la version anglophone de Nico Nico Dōga, afin de former la marque « FuNico » spécialisée dans l'acquisition de licence d'anime pour le streaming et les publications physiques en DVD et Blu-ray. À partir de ce moment, presque tous les titres diffusés simultanément par Niconico ont été acquis par Funimation. Après les simulcasts de printemps 2012, Funimation et Nico Nico sont restés silencieux sur l'état réel de FuNico, les représentants des deux parties refusant de répondre aux questions directes ; le site Niconico.com a finalement été retiré le 19 novembre 2012 à la suite de l'implémentation de fonctionnalités en anglais dans le site principal japonais,.
En 2014, Funimation a sorti Dragon Ball Z: Battle of Gods dans les salles américaines en partenariat avec Screenvision,. Fort de son succès, Funimation a relancé sa division de cinéma Funimation Films en décembre 2014.
Le 22 juin 2015, Funimation et Universal Pictures Home Entertainment ont annoncé un accord de distribution de DVD et Bluray sur plusieurs années. Universal a commencé à distribuer les titres de Funimation en octobre de la même année.

### FunimationNow et partenariat avec Crunchyroll
En janvier 2016, Funimation a annoncé un nouveau service de streaming, FunimationNow, ainsi qu'un nouveau logo au salon du CES à Las Vegas. Le service est également lancé en avril 2016 au Royaume-Uni et en Irlande, c'est la première fois que l'entreprise se développe au-delà de l'Amérique du Nord. FunimationNow s'étend en Australie et en Nouvelle-Zélande en mars 2017.
Le 8 septembre 2016, Funimation a annoncé un partenariat avec Crunchyroll. Une sélection de titres de Funimation seraient diffusés avec des sous-titres sur Crunchyroll, tandis que certains titres Crunchyroll seraient diffusés sur FunimationNow, y compris le futur contenu doublé en anglais. En outre, Funimation agirait en tant que distributeur des versions physiques pour le catalogue de Crunchyroll.

### Acquisition par Sony Pictures
En mai 2017, il a été signalé que Universal Studios et Sony Pictures Entertainment étaient intéressés par l'achat de Funimation ; cependant, Universal a décidé de ne pas procéder à l'appel d'offres. Le 31 juillet 2017, Sony Pictures Television a annoncé qu'elle achèterait une participation majoritaire de 95 % dans Funimation pour 143 millions $, un accord qui a été approuvé par le département de la Justice des États-Unis le 22 août 2017. Cet accord permet à Funimation d'avoir des synergies avec les divisions Animax et Kids Station de Sony et un « accès direct au canal créatif. ». L'accord s'est conclue le 27 octobre 2017. Sony Pictures Home Entertainment reprendra les fonctions de distribution de DVD et Bluray de Funimation après l'expiration du contrat avec Universal Pictures Home Entertainment. Sony Pictures Television étant une société sœur de Sony Pictures Motion Picture Group, Funimation Films peut également diffuser des titres de Sony Pictures Worldwide (filiale de Sony Pictures Entertainment).
Le 7 août 2018, AT&T a acquis la totalité d'Otter Media (en), propriétaire de Crunchyroll,. Le 18 octobre 2018, Funimation et Crunchyroll ont annoncé que leur partenariat avec se terminerait le 9 novembre 2018, à la suite de l'acquisition de Funimation par Sony Pictures Television. Bien que les sorties des versions physiques des séries ne soient pas affectées et continuent comme prévu, les titres sélectionnés de Funimation seraient retirés de Crunchyroll et le contenu sous-titré reviendrait à FunimationNow. De plus, il a également été annoncé que Funimation serait également retiré du service de streaming VRV (en) appartenant à Otter Media, étant remplacé par HIDIVE. En décembre 2018, il a été cité que l'autre raison qui a abouti sur la fin du partenariat était un différend concernant l'expansion internationale.
Le 4 décembre 2018, Funimation a signé un accord exclusif de première visualisation de vidéo à la demande par abonnement sur plusieurs années avec hulu.
Le 1er février 2019, Gen Fukunaga a annoncé qu'il quitterait ses fonctions de directeur général et passerait au poste de président de la société, Colin Decker assumant le rôle de directeur général en mai 2019.
Le 23 mars 2019, lors de l'AnimeJapan 2019, Funimation a annoncé qu'elle s'était associée à la plateforme de partage de vidéos et service de streaming chinois bilibili pour l'acquisition conjointement des licences d'anime pour les marchés américain et chinois.
Le 29 mai 2019, Funimation a annoncé qu'elle avait fait l'acquisition de son partenaire britannique de longue date, Manga Entertainment, et a immédiatement consolidé ses activités britanniques dans celle-ci,.
Le 5 juillet 2019, Funimation a annoncé à l'Anime Expo qu'ils avaient conclu un partenariat de streaming avec Right Stuf Inc. (en), dont certains titres de Nozomi Entertainment ont été rendus disponibles sur FunimationNow plus tard dans l'année.

### Coentreprise entre Aniplex et SPT
Le 24 septembre 2019, Sony Pictures Television et Aniplex ont annoncé la consolidation de leurs activités internationales de diffusion en streaming d'anime sous une nouvelle coentreprise, Funimation Global Group, LLC., dirigée par le directeur général de Funimation, Colin Decker. La coentreprise fonctionnera sous la marque de Funimation et permettra à Funimation d'acquérir et de distribuer des titres avec les filiales d'Aniplex, Wakanim et Madman Anime Group (AnimeLab),. Le premier titre de cette fusion, Fate/Grand Order Absolute Demonic Front: Babylonia, a bénéficié d'une exclusivité de 30 jours sur FunimationNow, AnimeLab et Wakanim, et accorde à Funimation les droits exclusifs sur le doublage anglais de la série pendant un an.
Le 24 janvier 2020, Funimation a annoncé qu'elle arrêterait les services de FunimationNow en Australie et en Nouvelle-Zélande à partir du 30 mars 2020, en rassemblant tout le catalogue de Funimation pour ces régions sur AnimeLab.
En mai 2020, Funimation a annoncé qu'elle avait formé un partenariat avec Kodansha Comics pour accueillir une série de soirées visionnages hebdomadaires. La société a également indiqué qu'elle avait conclu un accord avec NIS America pour diffuser certains titres sur FunimationNow. Elle a aussi communiqué qu'elle organiserait une convention d'anime virtuelle appelée FunimationCon les 3 et 4 juillet 2020, remplaçant l'Anime Expo, qui a annoncé son annulation le 17 avril. L'éditeur a ainsi annoncé le 3 juillet que son service FunimationNow s'étendrait vers l'Amérique latine, à commencer par le Mexique et le Brésil au quatrième trimestre de 2020, avec des séries doublées en espagnol et en portugais,.
Le 9 décembre 2020, Sony Pictures a officiellement annoncé le rachat de Crunchyroll auprès d'AT&T pour un montant total de 1,175 milliard de dollars américains, pour placer la société sous le giron de Funimation Global Group, LLC une fois l'acquisition validée par les autorités compétentes,. Le département de la Justice des États-Unis prolonge son enquête antitrust le 24 mars 2021 pour « déterminer si l'accord donnerait à Sony la domination du streaming d'anime » et si cela « donnerait aux studios d'animation japonais moins d'options pour distribuer des séries aux États-Unis »,.

### Identité visuelle (logo)

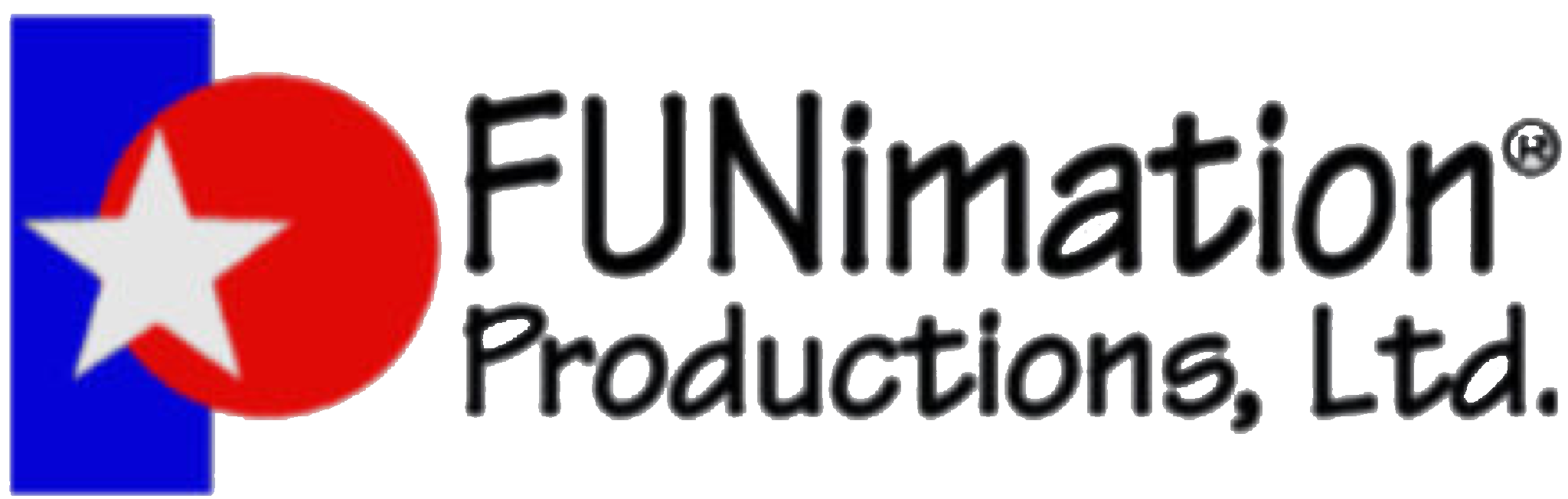
Logo original utilisé de 1994 à 2005.
Logo du 11 mai 2005 au 7 janvier 2016. La version colorée a été utilisée jusqu'en avril 2011.
Logo depuis 2016.

## Procédures judiciaires
En 2005, le département légal de Funimation engage une approche plus agressive dans la protection de ses propriétés. Il défend notamment des séries qui n'ont pas été annoncées comme Tsubasa: Reservoir Chronicle, Black Cat, et SoltyRei. Funimation révèle de nouvelles licences le 6 octobre 2006 tandis qu'elle demande l'arrêt des partages de leurs séries xxxHolic, Mushishi, Ragnarok the Animation, et autres sur les plateformes de téléchargements. Depuis octobre 2009, Funimation porte régulièrement plainte contre des distributions non autorisées de ses programmes et ceux de ses partenaires dans les résultats du moteur de recherches Google.
En janvier 2011, Funimation engage une poursuite judiciaire contre les utilisateurs américains sur BitTorrent pour téléchargements et partages d'un film de One Piece. Funimation retire sa plainte en mars lorsqu'un juge de la United States District Court for the Northern District of Texas indique que les accusés agissaient séparément et qu'ils ne pouvaient être jugés comme un groupe,. Le film One Piece en question était un fansub, une copie illégale sous-titrée et distribuée par des fans. Peu après le retrait de sa plainte, Funimation annonce avoir confondu les termes de « doublage » avec celui de fansub. Funimation maintient néanmoins que ce genre de sous-titrage est une menace pour l'industrie de l'anime, expliquant « Les téléchargements illégaux et le “fansubbing” menacent particulièrement nos partenaires japonais […] on nous a demandé de surveiller et d'engager des poursuites judiciaires contre toute distribution non autorisée de ces séries. Croyant qu'il s'agit de la meilleure défense pour l'industrie, on a accepté de faire comme tel. » Des sites distributeurs de fansubs ou de sous-titres effectués par des fans sont les cibles fréquentes de poursuites judiciaires par Funimation et d'autres sociétés spécialisées dans les anime.
En novembre 2011, Funimation engage une poursuite judiciaire contre ses partenaires A.D. Vision, AEsir Holdings, Section23 Films, Valkyrie Media Partners, Seraphim Studios, Sentai Filmworks, Artisan Entertainment et Switchblade Pictures pour un montant de 8 millions de dollars.

## Funimation Channel
Funimation Entertainment et Olympusat lancent Funimation Channel (en), une chaîne de télévision américaine spécialisée dans les anime. Olympusat en est le distributeur exclusif. La chaîne est lancée en septembre 2005 via VHF et UHF. En décembre 2015, Olympusat et Funimation mettent fin à leur alliance et la chaîne a été remplacée par Toku, tandis que Funimation a annoncé son intention de relancer la Funimation Channel en tant que service de streaming numérique en janvier 2016.

## Distribution alternative
En juillet 2008, Funimation et Red Planet Media ont annoncé le lancement d'un service de vidéo à la demande mobile pour les abonnés de téléphonie mobile AT&T Mobility et Sprint. Trois titres faisaient partie du lancement, Gunslinger Girl, Tsukuyomi - Moon Phase et The Galaxy Railways, avec des saisons entières de chacun.
Le 19 septembre 2006, Funimation a créé une chaîne officielle sur YouTube où elle a téléversé des publicités pour les coffrets vidéos, ainsi que des clips et des bandes-annonces d'épisodes de ses séries. En septembre 2008, la société a commencé à distribuer des épisodes complets de séries sur hulu. En décembre de la même année, Funimation a ajouté une section vidéo sur son site web principal avec des bandes-annonces d'épisodes de diverses séries. En avril 2009, ils ont commencé à distribuer des épisodes complets de séries sur Veoh,. Des épisodes complets sont également disponibles sur la chaîne YouTube ainsi que sur Netflix, le PlayStation Network (PSN) Video Store et le Xbox Live/Zune Marketplace.
Une application pour mobile (sous les systèmes d'exploitation iOS et Android) est lancée fin mars 2012. Elle est également lancée sur PlayStation 3, PlayStation 4, Xbox 360, Xbox One et Roku (ja).
Avec l'annonce de FunimationNow en janvier 2016, une nouvelle application revisitée est également révélée. Celle-ci est lancée en mars de la même année.

## Programme de Simuldub
En janvier 2014, Funimation a doublé des épisodes de Space Dandy et les a diffusés sur l'émission Toonami d'Adult Swim un jour avant la diffusion japonaise, devenant l'un des premiers moments où un véritable anime a été diffusée dans un autre pays avant le Japon,. Après le succès de la méthode simuldub, Funimation a annoncé un programme de « simuldub » en octobre 2014, qui serait exclusif aux abonnés sur leur site web. Pour les séries d'animation, obtenir des simuldubs confirme que la série d'animation sera publiée aux États-Unis avec des sorties vidéos chez Funimation. Le programme a commencé avec des versions simuldub de Psycho-Pass 2 et Donten ni warau (en), dont les épisodes ont été diffusés entre à peu près trois semaines et un mois après celle de la diffusion japonaise originale.
Le 18 mars 2020, Funimation a annoncé que la production de simuldubs serait retardée en raison de la pandémie de Covid-19 aux États-Unis, même si la sortie en simulcast des sous-titres continuera normalement.